# Monestir de Strahov
Monestir de Strahov, en txec Strahovský klášter, és una abadia de Premonstratencs de Praga, Txèquia, fundada l'any 1140 pel bisbe Jindřich Zdík, bisbe d'Olmütz; Jan, bisbe de Praga, i el príncep Ladislau II.
Començà com una colònia de monjos procedents del Monestir de Steinfeld a l'actual municipi de Kall. Geró, canonge del capítol de la catedral de Colònia en fou el primer abat. En poc temps florí per la seva santedat i lletres, arribant a ocupar alguns dels seus membres la seu de Praga. Durant els segles XII, XIII i XIV els abats de Strahov desenvoluparen un paper important en els negocis d'Estat, com es pot veure en els documents públics i cartes de donació. El 19 d'octubre de 1259 fou destruïda per un incendi, però l'abat Joan I construí una nova i magnifica església. El 1420 novament fou destruïda pels hussites, els quals es trobaven ressentits per haver-los acusat el bisbe de Leitomischl, premonstratenc, al Concili de Constança. Posteriorment, va decaure fins al punt d'haver que els monjos el van abandonar.

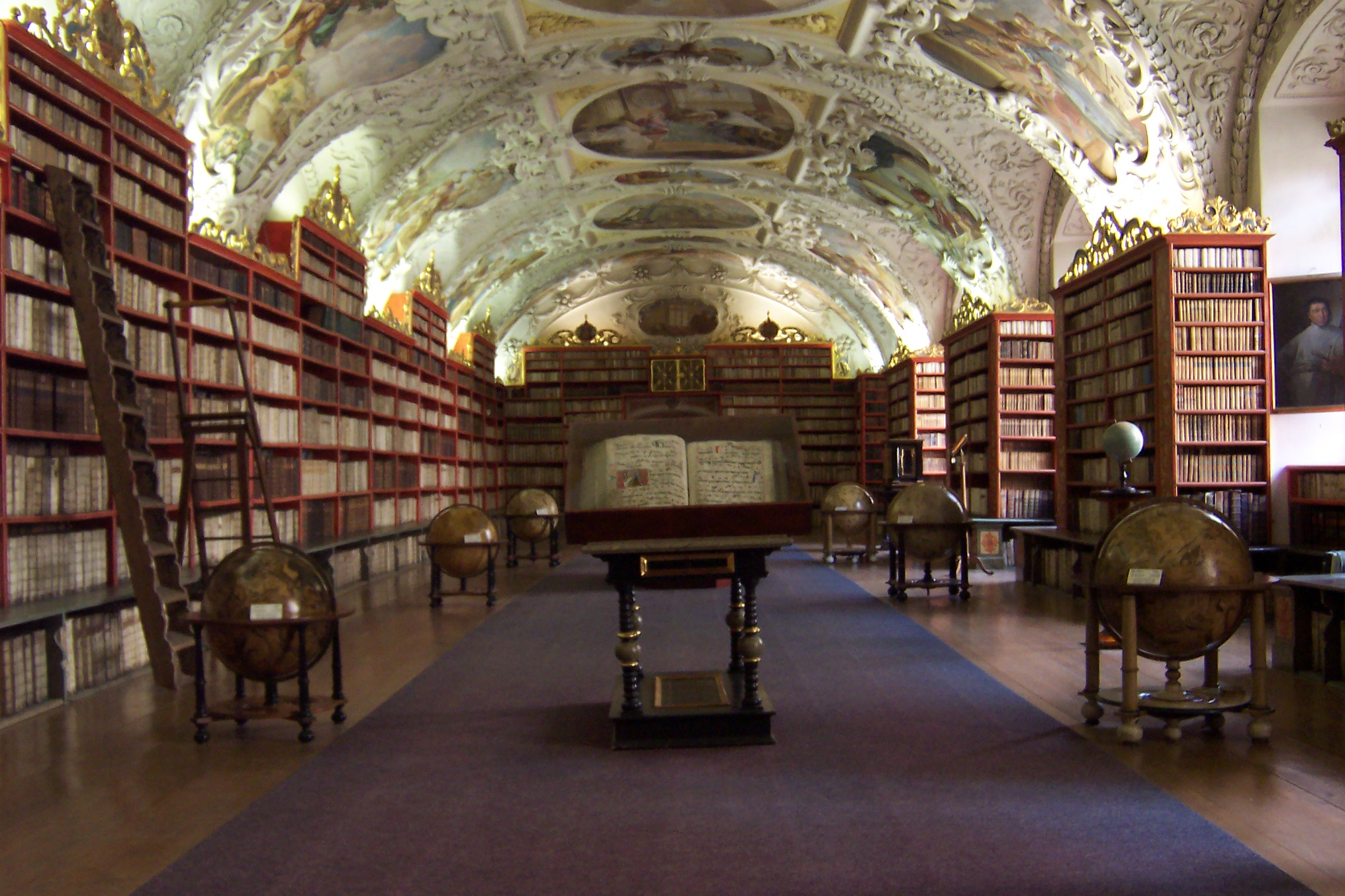
Sala de Teologia de la biblioteca del monestir de Strahov

Al segle xvii, Jan Lohelius, elevat a la seu de Praga, reuní monjos de diversos monestirs, i implantant novament la vida monàstica. Lobelius construí l'església i gran part del monestir, completant l'obra de l'abat Kaspar von Questenberg (1620-40). Strahov va sofrir molt durant el bombardeig de Praga de 1848, encara que després fou restaurat. Quant l'emperador Josep II suprimí 58 abadies, Strahov se'n pogué lliurar de semblant desventura mercès a l'ascendent de l'abat Wenceslau Mayer (m. 1800), a causa de l'interès que es prenia per les escoles i l'educació. L'abat Zikmund Starý (1879-1905) edifica la nova església i restaurà l'antiga.
L'església monàstica de l'Assumpció, construïda 1601-05 per l'abat Lohelius, està bellament decorada amb nombrosos frescos, obra del cèlebre artista de Praga, Georg Wilhelm Neuherz (m. 1743). La capella de Sant Norbert conserva les relíquies del sant en una urna de bronze, adornada bellament. La biblioteca monàstica conté més de 150 mil volums, dels que 1.200 són incunables. D'aquests uns 60 són únics. Entre els nombrosos manuscrits els més apreciats són el Evangelistarium del segle vi, escrita amb lletra uncial, molt ben conservades. La Cronica Gerlaci, Dodex Strohoviensis, des de 1220; el Pontificale, del bisbe Albrecht von Sternberg fet el 1376; el Missale, de l'abadia premonstratenca de Louky de 1480; el manuscrit miniaturitzat de la Bíblia del segle xiii, escrit per una monja del monestir de Doksany, i el Graduale dels malalts de 1610, que pesa 50 lliures.

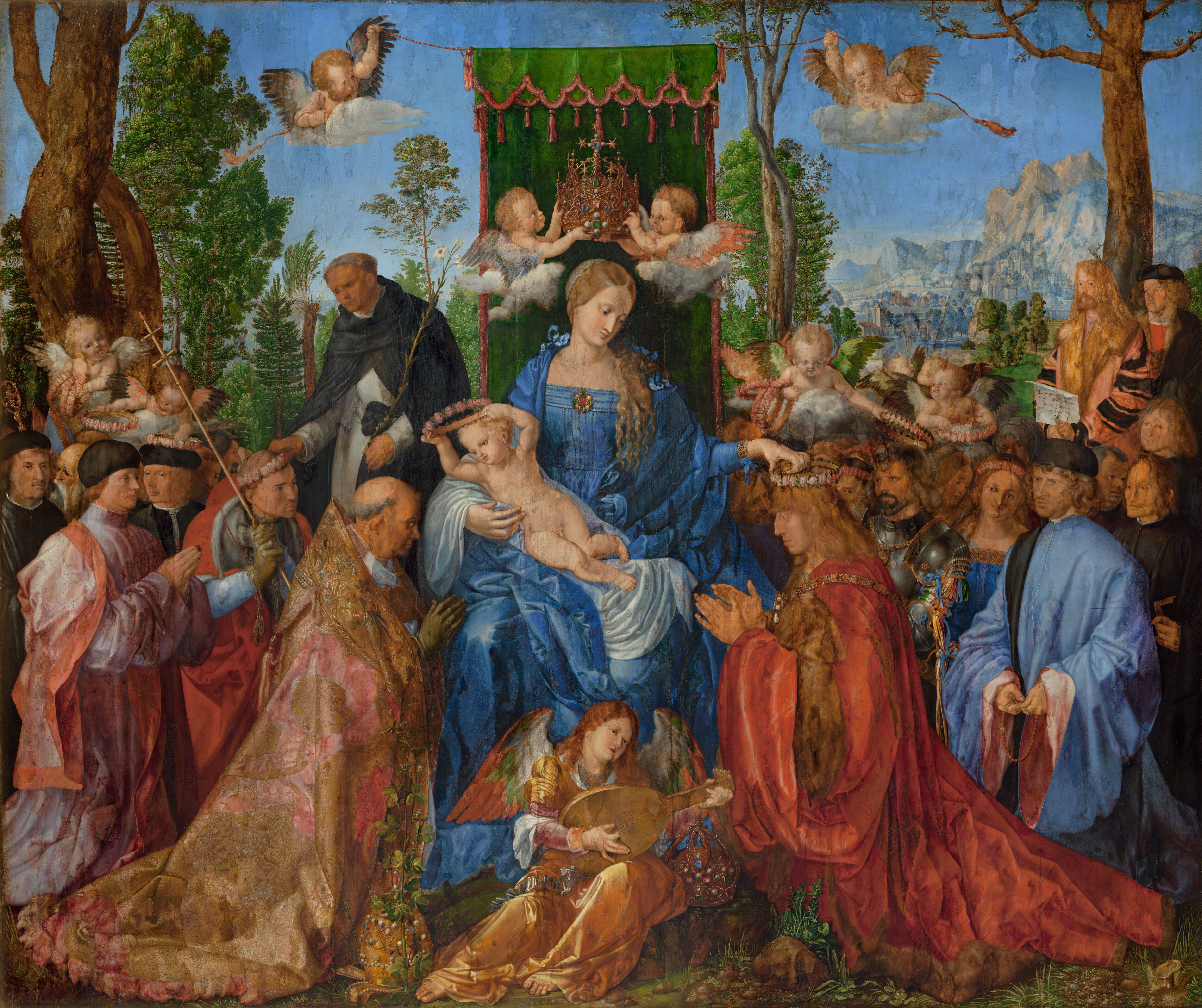
La festa del Roser d'Albrecht Dürer.

Les galeries d'art contenen la pintura original de La festa del Roser, de Dürer, de 1506, amb l'autoretrat del pintor, a més d'altres quadres d'Antonio da Correggio, Anton van Dyck, Hans Holbein el Vell, Hans von Aachen, Reiner, Karel Škréta, Petr Brandl, etc.